# C'era un castello con 40 cani
C'era un castello con 40 cani è un film del 1990 diretto da Duccio Tessari.

## Trama
Bob abita a Milano ed è un manager. Giovanna, la sua compagna, è rimasta vedova e ha un figlio, Tom, al quale Bob è molto affezionato. Quando muore una sua zia nobile, Bob viene a sapere di aver ereditato un castello in Toscana. Bob, Giovanna e Tom erano convinti di andarlo a vedere per poi venderlo, ma invece restano meravigliati dalla magia e dall'atmosfera di quel posto. Tom familiarizza subito con i due cani della villa.
Il paese fa conoscere ai tre una vita molto più tranquilla e semplice rispetto al caos di Milano. E decidono di rimanere. Tuttavia, un notaio imbroglione tenterà in tutti i modi di mandarli via per appropriarsi del castello.

## Produzione
Il film è stato girato tra Arsoli (Roma) e Capalbio (GR), un comune della Maremma Grossetana nella Rocca aldobrandesca del XIII secolo.
Il castello che si vede nel film è il Castello Massimo di Arsoli (Roma).

## Curiosità
Per il film sono stati utilizzati 37 cani, tutti addestrati dal Centro attività cinofile La Valletta di Roma; i cani più importanti del film sono stati:
- il Labrador Retriever Scherlok è Ollio.
- il meticcio Gastone è Stanlio.
- il Dobermann Indiana Kajowa del Garaf è Sentinella.
- il Siberian Husky Sibille è Tic-Tac.
- il Barboncino Giungalino è Fantomas.
- La Lhasa Apso Kaeely è Milady.
- il Terranova Yaro è Pepik.
- il meticcio Fiocco è Brisbié.
- l'Alano Byron è Dick.
- il Pit Bull Piti è Banzai.
- il Pastore Tedesco Gunther è Fido.
- il Boxer Casper è Adone.

Nel corso della scena della visione del televisore con il personaggio di Bob e con tutti i cani si può vedere la telepromozione della miniserie televisiva italiana La romana.

## Programmazione
Il film uscì nelle sale cinematografiche il 5 gennaio 1990.